# Eli Whitney
Eli Whitney (Westborough, 8 de dezembro de 1765 — New Haven, 8 de janeiro de 1825) foi um inventor estadunidense.
Contrariando o desejo de seus pais, de que fosse advogado ou padre, Whitney optou pelo curso de engenharia mecânica. Formou-se pela Yale University em 1792 e começou sua carreira como professor na Carolina do Sul, pois não encontrou oportunidade melhor compatível com sua capacidade.
Em uma viagem Whitney, conheceu Catharine Greene, viúva do general revolucionário americano Nathanael Greene. Quando retornou à Carolina do Sul, Whitney recebeu a notícia de que seu salário seria reduzido pela metade e desistiu do emprego, abandonando a carreira de tutor.
Catharine convida-o para acompanhá-la em sua plantação de algodão e estudar Direito. No tempo livre, ele poderia ajudar, no que fosse possível, Phineas Miller, gerente da plantação, com quem ela pretendia se casar. Whitney decide aceitar a proposta e se muda para a fazenda.
O que restringia a produção da fazenda era fazer a limpeza do algodão, uma tarefa manual que levava várias horas. Whitney enxergou aí uma grande oportunidade: se criasse uma máquina capaz de fazer esse trabalho mais depressa, traria prosperidade para o sul do país, que passava por dificuldades devido ao declínio da escravatura, e muito dinheiro para seus bolsos.
Analisando a limpeza manual do algodão, em poucos dias Whitney elaborou o esboço de um equipamento: uma espécie de peneira com um tambor, que girava muito próximo a ela, trabalhando como os dedos ao puxar o fio. Na superfície do cilindro, ganchos capturavam o fio a partir da semente e uma escova rotativa os puxava. Construído o protótipo, demonstrou seu funcionamento para alguns amigos, que ficaram impressionados com a eficácia do equipamento: produzia em apenas uma hora o mesmo que um dia inteiro de vários trabalhadores.
Vendo o potencial do invento, continuou aperfeiçoando-o por mais alguns meses e entrou com um pedido de patente no dia 20 de junho de 1793. Apenas em 14 de março de 1794, Whitney recebeu sua patente da descaroçadora de algodão, porém devido à impaciência dos plantadores locais, ansiosos para implantar a máquina em suas produções, esta foi copiada e pirateada graças à facilidade com que podia ser construída.
Phineas Miller havia feito uma parceria com Whitney, combinando que ficaria no sul acompanhando a utilização das descaroçadoras e arrecadando dinheiro para o projeto, cerca de 33% do lucro dos produtores que se beneficiassem do invento deles. Enquanto Whitney retornaria ao norte, para New Haven, começando a fabricação da máquina.
Como já era de se esperar, a taxa de 33% sobre o lucro, os royalties e custos de implantação não foram pagos aos inventores, que batalharam durante anos em tribunais abrindo diversos processos. Isto causou uma enorme dívida para os dois, devido aos enormes gastos e nenhum retorno, levando a companhia a quebrar em 1797. Em 1807, o Congresso dos Estados Unidos recusou o pedido de renovação de patente, colocando fim na participação de Whitney e Miller no ramo do algodão.
O invento trouxe prosperidade ao sul e lucros milionários aos produtores de algodão, mas apenas transtornos e decepções a Whitney, que abandonou definitivamente o sul dos Estados Unidos para voltar a New Haven e começar uma nova ideia que transformaria agora a face norte do país.
Desta vez, criou não uma máquina mas sim um sistema de produção, que posteriormente seria conhecido como “sistema americano de produção”, onde trabalhadores pouco qualificados conseguiriam fazer um produto final com a mesma qualidade que um especialista sozinho, porém com uma velocidade muito maior.
Devido a sua boa reputação e influência no governo, Whitney conseguiu fechar um contrato com o governo americano para produzir 10 mil mosquetes a um preço inferior ao de mercado, no prazo de dois anos, aplicando seu sistema de fabricação na área de espingardas. Nesta época, Whitney não tinha nem uma fábrica e nem funcionários.
Este sistema se baseava na ideia de padronização dos produtos: um trabalhador seguia uma linha de montagem sempre idêntica e, auxiliado de máquinas (a maioria projetada pelo próprio Whitney), diminuiria incrivelmente o tempo de produção. Outro fator determinante nesse sistema era que o operário não precisava ter um conhecimento mecânico tão abrangente como no caso da produção artesanal, antes utilizada: bastava aprender a usar as máquinas e seguir o planejamento de produção previamente elaborado.
Por isso, antes de qualquer empregado entrar em sua fábrica, Whitney construiu todas as máquinas e equipamentos que seriam necessários e também elaborou um planejamento bem definido e eficaz para produzir as espingardas. Mesmo após o início das atividades da fábrica, este planejamento sofreu várias modificações, levando quase 8 anos para ser concluído e se tornar completamente funcional, ao ponto de atender em 1811, um pedido de 15 mil espingardas que foram fabricadas em apenas dois anos.
Whitney acreditava que a fábrica era um benefício para a América e, ao contrário de Benjamim Thompson, não desprezava quem trabalhava em suas fábricas.
Eli Whitney morreu em New Haven, Connecticut, em 8 de janeiro de 1825, deixando Eli Whitney Jr., seu único filho, de apenas 4 anos, e sua mulher Henrietta Edwards. Mesmo perdendo o pai cedo, Eli Whitney Jr. seguiu o mesmo caminho de sucesso, ampliando as empresas que lhe foram deixadas e se tornando um grande empresário.[carece de fontes?]